# Derby (sport)
Pour les articles homonymes, voir Derby.
Un derby est un anglicisme qui définit une rencontre sportive entre deux équipes d'une même ville, voire entre deux villes géographiquement voisines, généralement distantes de moins de 50 kilomètres, et qui ont une rivalité sportive.

## Histoire
Le terme de « derby » en sport est, à l'origine, un terme du vocabulaire hippique anglophone. Il fait référence à Edward Stanley, douzième comte de Derby, qui crée en 1780 le Derby d'Epsom, une célèbre course hippique. Le terme devient synonyme de grande course hippique (surtout à partir de 1875) puis de grand événement sportif, comme un grand match de football depuis 1914. Le Daily Express utilise pour la première fois ce terme en octobre 1914 dans le cadre du football : « A local Derby between Liverpool and Everton » (un derby entre Liverpool et Everton). Les Britanniques emploient l'expression « local derby » pour désigner une importante rencontre sportive mettant aux prises deux équipes géographiquement proches. C'est cette définition qui est reprise dans l'acception francophone du mot derby depuis 1927.
En dehors du football et du sport hippique, des épreuves héritent du nom ou de surnom de « derby ». Citons pour l'exemple « l'annuel derby de la route », nom donné à la course cycliste Bordeaux-Paris par l'hebdomadaire sportif Match en 1934.
Il arrive que la portée de ces rencontres suscite un engouement qui dépasse le cadre du sport, en raison des chauvinismes locaux que leur proximité exacerbe.
Paul Dietschy, historien du sport à l'université de Besançon, précise que la proximité géographique est nécessaire mais ne peut suffire à l'utilisation de l'anglicisme et dénonce un emploi dénaturé par certains médias. Selon lui, « il faut aussi qu'il y ait une rivalité » entre les deux équipes.

## Derbys célèbres dans lefootball
La liste ci-dessus est non exhaustive et présente des principaux derbies et rivalités notables dans le domaine du football.

### Algérie
- Le derby algérois (derby de la capitale) opposant les deux équipes les plus populaires de la capitale, le MC Alger et l’USM Alger.

### Allemagne
- Le derby de la Ruhr entre le Borussia Dortmund et le FC Schalke 04.
- Le derby de Berlin entre l'Union Berlin et le Hertha Berlin.

### Angleterre
- Le derby mancunien entre Manchester City et Manchester United
- Le derby du Merseyside entre Liverpool et Everton
- Le North West derby entre Liverpool et Manchester United
- Le North London derby entre Tottenham et Arsenal

### Argentine
- Le Superclásico (Derby de Buenos aires) entre le Club Atlético Boca Juniors et le Club Atlético River Plate
- Le Clásico de Avellaneda (Derby de Avellaneda) entre Independiente et le Racing Club
- Le Clásico Platense (Derby de La Plata) entre l'Estudiantes De La Plata et le Gimnasia de La Plata
- Le Rosario derby (Derby de Rosario) entre le Newell's Old Boys et Rosario Central

### Belgique

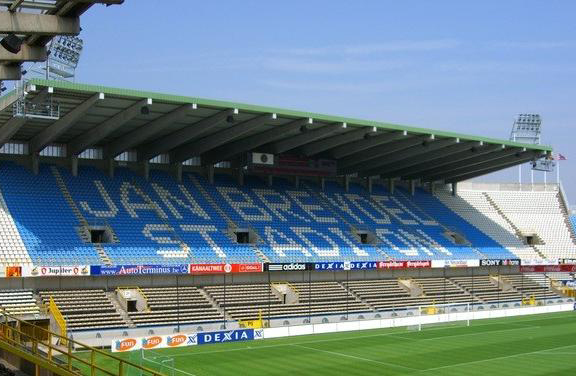
Stade Jan Breydel, lieu des derbies Brugeois

- Le Derby de Liège entre le Standard de Liège, le RFC Liège et RFC Seraing.
- Le Derby de Bruges entre le Cercle de Bruges et le Club Bruges
- Le Derby d'Anvers entre l'Antwerp FC et le K Beerschot VA
- Le Derby Carolo entre l'Olympic de Charleroi et le Sporting de Charleroi
- Le Derby de Malines entre le KV Malines et le RC Malines
- Les derbies entre le Sporting d'Anderlecht, l'Union-Saint-Gilloise et le RWD Molenbeek
- Le Derby Limbourgeois entre le Saint-Trond VV et le Racing Genk

D'autres derbys sont à mentionner car il rentre dans la deuxième partie de la définition :
- Le Derby des Flandres entre le Club Bruges KV et le KAA La Gantoise
- Le Derby Wallon entre le Standard de Liège et le Sporting de Charleroi.

### Colombie
- Le Clásico vallecaucano (Derby de Cali) entre le Deportivo Cali et America de Cali
- Le Clásico capitalino (Derby de Bogota) entre le CD Millonarios et Independiente Santa Fe
- Le Clásico paisa (Derby de Medellin) entre le Deportivo Independiente Medellin et Atletico Nacional

### Écosse
- Le Old Firm[6] (Derby de Glasgow) entre le Celtic Football Club et le Rangers Football Club.

### Espagne
- Le derby barcelonais entre le FC Barcelone et l'Espanyol Barcelone.
- Le derby catalan entre l'Espanyol de Barcelone et le Girona Futbol Club.
- Le derby catalan entre le FC Barcelone et le Girona Futbol Club.
- Le derby sévillan entre le FC Séville et le Real Betis Balompié.
- Le derby del Turia (Derby valencien) entre Levante Unión Deportiva et le Valence Club de Fútbol.
- Le derby de Madrid entre le Real Madrid et l'Atletico Madrid.
- Le derby basque entre la Real Sociedad et l'Athletic Bilbao.

### France

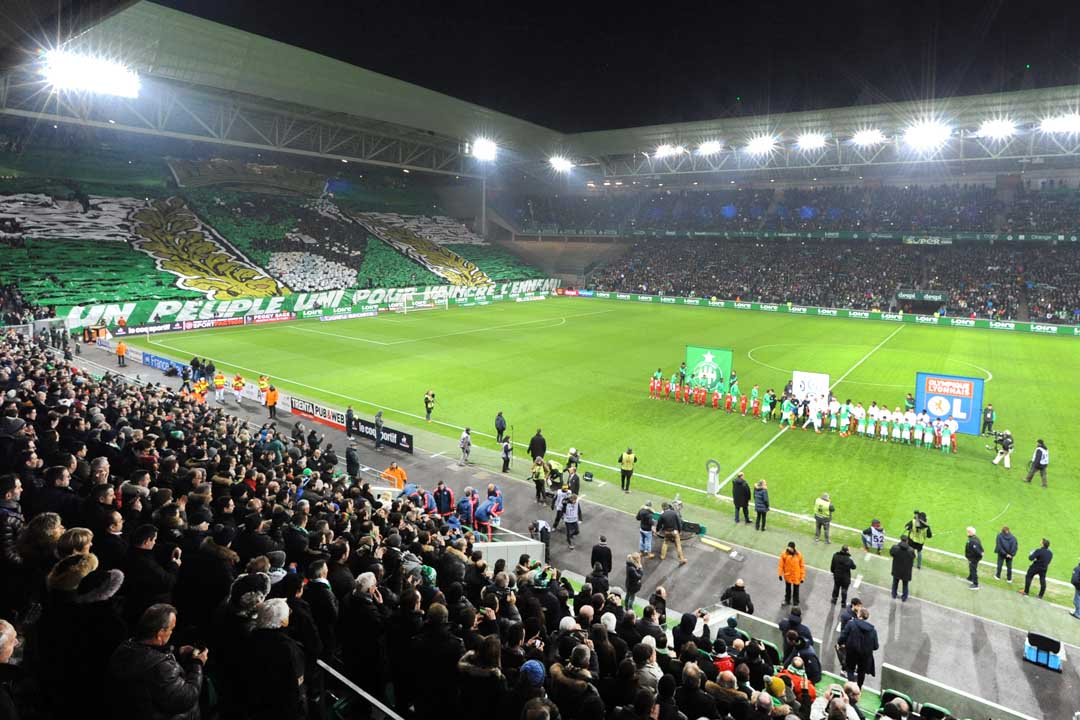
Le derby entre l'AS Saint-Étienne et l'Olympique lyonnais en 2016, au stade Geoffroy-Guichard à Saint-Étienne.

- Le derby parisien entre le Paris Saint Germain et le Paris FC
- Le derby de la Côte d'Azur entre l'OGC Nice et l'AS Monaco ;
- Le derby rhônalpin  entre l'AS Saint-Étienne et l'Olympique lyonnais ;
- Le derby du Languedoc entre le Montpellier HSC et Nîmes Olympique ;
- Le derby corse confrontations du SC Bastia face à  l'AC Ajaccio et face au Gazélec Ajaccio ;
- Le derby du Nord entre le LOSC Lille et le RC Lens ;
- Le derby lorrain entre le FC Metz et l'AS Nancy-Lorraine ;
- Le derby de l'Est entre le RC Strasbourg et le FC Metz ;
- Le derby de la Garonne entre le Toulouse FC et le FC Girondins de Bordeaux ;
- Le derby breton entre le FC Nantes et le Stade rennais, le Stade brestois et l'EA Guingamp, et le FC Lorient ;
- Le derby ligérien entre le FC Nantes et l'Angers SCO ;
- Le derby normand entre Le Havre AC et le FC Rouen ou le SM Caen (plus récent) ;
- Le derby bourguignon entre l'AJ Auxerre et le Dijon FCO.

### Italie
- Le derby de la Madonnina (derby milanais) entre le Milan AC et l'Inter Milan
- Le derby romain entre l'AS Roma et la Lazio Rome
- Le derby de Turin entre la Juventus et le Torino
- Le derby de la lanterne entre le Genoa et la Sampdoria.
- Le derby de Vérone entre le Chievo Vérone et l'Hellas Vérone.
- Le derby sicilien entre l'US Palerme et le  Calcio Catane.

### Macédoine du Nord
- Le derby éternel (derby macédonien) entre le FK Vardar et le FK Pelister.

### Maroc
- Le derby de Casablanca opposant les deux clubs casablancais, le Raja Club Athletic et le Wydad Athletic Club..
- Le Derby de Rabat opposant les clubs de la capitale le FAR et le FUS.
- Le Derby de Fès opposant le MAS et le WAF.
- Le Derby du nord opposant Ittihad Tanger et le Moghreb de Tétouan.
- Le Derby de l'est entre Mouloudia d’Oujda et La Rennaissance de Berkane.

### Portugal
- Le Derby éternel entre le Benfica Lisbonne et le Sporting Portugal.
- Le derby de Porto entre le Boavista FC et le FC Porto.

### Russie
- Le derby de Moscou entre le  CSKA Moscou et le Spartak Moscou.

### Sénégal
- Le Derby de Dakar opposant les deux clubs dakarois, le Diaraf et la Jeanne d'Arc.

### Suisse
- Le derby lémanique : Servette FC et le Lausanne-Sport
- Le derby lausannois : FC Lausanne-Sport et le FC Stade Lausanne Ouchy
- Le derby de la Riviera : Vevey- Sports et Montreux Sports
- Le derby de Zurich : Grasshopper Club Zurich et FC Zürich
- Le derby bernois : Fussball-Club Thun et Berner Sport Club Young Boys
- Le derby du Rhône : Servette FC et le FC Sion

### Tunisie
- Le derby tunisois (derby de la capitale) entre les deux équipes les plus populaires du pays, à savoir l'Espérance Sportive de Tunis et le Club africain.

## Derbys derugby à XIIIcélèbres

### Angleterre
- Les derbys du Calder entre Castleford Tigers, Featherstone Rovers, et Wakefield Trinity Wildcats
- Le derby du Heavy Woollen : Batley Bulldogs et Dewsbury Rams
- Le derby de Hull : Hull FC et Hull KR
- Leeds Rhinos et Bradford Bulls
- Leigh Centurions and Wigan Warriors connu comme the Battle of the Borough.
- St Helens et Wigan Warriors
- Le derby de l'ouest du Cumbria : Whitehaven et Workington Town
- Le derby de Manchester : Salford et Swinton
- Le derby du Cheshire : Widnes et Warrington
- Le derby du Lancashire : Oldham et Rochdale

### Australie
- Le derby du sud de Sydney : St George Illawarra Dragons et Cronulla Sharks - National Rugby League
- Le derby du centre-ville de Sydney : Sydney Roosters et South Sydney Rabbitohs - National Rugby League
- Le derby de l'ouest de Sydney : Parramatta Eels et Penrith Panthers - National Rugby League
- Le derby du Queensland : Brisbane Broncos et North Queensland Cowboys - National Rugby League
- Le derby du sud-est du Queensland: Brisbane Broncos et Gold Coast Titans - National Rugby League

### France
- Les derbys audois entre XIII Limouxin, AS Carcassonne XIII et FC Lézignan.
- Le derby du Roussillon : SM Pia XIII et Saint-Estève XIII Catalan
- Le derby du Vaucluse : SO Avignon XIII et Racing Club de Carpentras XIII du Comtat

## Derbys derugby à XVcélèbres

### Angleterre
- Londres : London Wasps, Saracens, London Irish, London Welsh et Harlequins
- Derby des pays de l'Ouest : Gloucester Rugby, Bath Rugby et Exeter Chiefs
- Derby des Midlands de l'Est : Leicester Tigers et Northampton Saints

### Espagne
- Derby de Valladolid : El Salvador Rugby et Valladolid RAC
- Derby Basque : Gernika Rugby Taldea, Getxo Artea Rugby Taldea, Ordizia Rugby Elkartea et Hernani Club Rugby Elkartea

### France
Le derby basco-bearnais entre l’Aviron Bayonnais rugby pro et la section paloise
- Le derby Basque entre le Biarritz olympique Pays basque et l’Aviron bayonnais rugby pro, est un derby célèbre dans le rugby français dû à la proximité des deux villes (Les deux stades ne sont distants que de 4,7 km) et de la rivalité entre les supporteurs.
- Le derby du Massif Central entre le Club athlétique Brive Corrèze Limousin et l’ASM Clermont Auvergne
- Le derby de la Capitale entre le Stade français et le Racing 92
- Le trophée Coubertin entre le Stade toulousain et le Racing 92
- Le Classico du rugby entre le Stade toulousain et le Stade français
- Le derby des Landes entre l’Union sportive dacquoise et le Stade montois
- Le derby de l’Atlantique entre l’Union Bordeaux Bègles et le Stade rochelais

D’autres rivalités existent comme:
- US Tyrosse et Union sportive dacquoise
- Le Stade montois et l'US Tyrosse
- Racing club de Narbonne Méditerranée et Union sportive arlequins perpignanais
- Union sportive arlequins perpignanais et Association sportive Béziers Hérault
- Association sportive Béziers Hérault et Racing club de Narbonne Méditerranée
- Club athlétique Brive Corrèze Limousin et Stade aurillacois
- Stade toulousain et Castres olympique
- CS Bourgoin-Jallieu et FC Grenoble
- le LOU et le FC Grenoble
- le CS Bourgoin-Jallieu et le LOU
- Castres olympique et SC Albi
- Section paloise et Tarbes
- Union sportive Oyonnax rugby et Lyon olympique universitaire
- Union sportive Oyonnax rugby et FC Grenoble Rugby
- Union sportive Oyonnax rugby et CS Bourgoin-Jallieu

### Irlande
- Leinster Rugby et Munster Rugby
- Ulster Rugby et Leinster Rugby

### Italie
- Derby de Parme : Amatori Parma et Crociati Rugby Football Club

### Nouvelle-Zélande
- North Harbour et Auckland
- Southland Rugby et Otago
- Taranaki Rugby Union et Wellington Lions
- Tasman Makos et Crusaders
- Bataille du détroit de Cook : Tasman Makos vs Wellington

### Afrique du Sud
- Lions et Bulls (Super Rugby)
- Golden Lions et Blue Bulls (Currie Cup)

## Derbys debasketballcélèbres

### NBA
Cleveland Cavaliers:Warriors de Golden State
Lakers:Chicago Bulls

### Espagne
- Madrid : Real Madrid et Estudiantes Madrid
- Barcelone : Joventut de Badalone et FC Barcelone
- Derby basque : Baskonia et Bilbao

### Italie
- Bologne : Virtus Bologne et Fortitudo Bologne

### Grèce
- Athènes : Panathinaïkos et Olympiakos
- Thessalonique : PAOK et Aris

### Serbie
- Belgrade : Étoile rouge de Belgrade  et Partizan Belgrade

### Turquie
- Istanbul : Anadolu Efes et Fenerbahçe et Galatasaray et Beşiktaş

### France
- SLUC Nancy et Strasbourg IG
- ASVEL Lyon-Villeurbanne et Chorale de Roanne Basket
- Chorale de Roanne Basket et Jeanne d'Arc Vichy
- Limoges CSP Élite et Poitiers Basket 86
- Metropolitans 92 et Nanterre 92
- L'Opalico entre le BCM Gravelines-Dunkerque et l'ESSM Le Portel
- JDA Dijon et Élan Chalon

### Suisse
- Suisse romande : BBC Monthey et Fribourg Olympic et Lions de Genève et Vevey Riviera Basket

## Derbys dehandballcélèbres

### Allemagne
- Schleswig-Holstein : THW Kiel et SG Flensburg-Handewitt
- GWD Minden et TuS Nettelstedt-Lübbecke
- Le Mittelhessenderby : TV Hüttenberg et HSG Wetzlar

### Autriche
- Vorarlberg : Bregenz Handball et Alpla HC Hard

### Belgique
- Derbys liégeois : Dans les années 1960 et 1970, les clubs liégeois étaient à leur apogée, les derbys se jouait surtout entre :
  - le ROC Flémalle et le Progrès HC Seraing situés à quelques kilomètres seulement.
  - le ROC Flémalle et l'Union beynoise, soit les deux plus vieux clubs de Belgique.
  - le ROC Flémalle et la Jeunesse Jemeppe, après la disparition du Progrès HC Seraing.
  - l'Union beynoise et le HC Herstal.
  - la JS Herstal et le HC Herstal.
  - la HC Inter Herstal et le HC Herstal.
  - la HC Inter Herstal et le JS Herstal.
  - Union beynoise et HC Visé BM.
- Derby germanophone : HC Eynatten-Raeren et KTSV Eupen 1889
- Derby limbourgeois : plusieurs clubs du Limbourg jouent au plus haut niveau en Belgique tels que le HB Sint-Truiden, l'Initia HC Hasselt, le United HC Tongeren, l'Achilles Bocholt, le Sporting Neerpelt-Lommel, le Kreasa HB Houthalen ou encore le DHC Meeuwen.
- Anvers : plusieurs clubs de la ville d'Anvers jouent au plus haut niveau tels que le KV Sasja HC Hoboken, l'Olse Merksem HC, le DHW Antwerpen et le HV Uilenspiegel Wilrijk.
- Derby hainuyé : EHC Tournai et Entente du Centre CLH
- Derby flandrien : HC DB Gent et HKW Waasmunster
- Bruxelles : HC Kraainem et United Brussels HC
- Charleroi : SHC Mont-sur-Marchienne et HBC Charleroi-Ransart

### Biélorussie
- Minsk : HC Dinamo Minsk, le SKA Minsk et le Arkatron Minsk

### Croatie
- Zagreb : RK Zagreb, RK Medveščak Zagreb et RK Dubrava Zagreb

### Danemark
- Copenhague : le FC Copenhague devenu l'AG Copenhague puis le KIF Copenhague a joué contre des équipes situées elles aussi à Copenhague telles que le Kolding IF ou encore l'Ajax Copenhague.

### Espagne
- Catalogne : FC Barcelone et BM Granollers

### France
en handball masculin :
(D1)
- derby du Val-de-Marne : US Créteil Handball vs US Ivry Handball
- derby du Languedoc : Montpellier HB vs USAM Nîmes
- derby de l'ouest : Nantes vs Cesson-Rennes

(D2)
- derby normand : Cherbourg vs Caen

en handball féminin
(D1)
- derby de l'ouest : Brest vs Nantes
- derby de la Côte d'Azur : Nice vs Toulon
- derby de la Bourgogne-Franche-Comté : Dijon vs Besançon

(N1)
- derby de Moselle : Metz vs Yutz

### Israël
- Rishon LeZion : Hapoël Rishon LeZion et Maccabi Rishon LeZion

### Macédoine
- Skopje : La ville de Skopje est le lieu de jeux de deux clubs de calibre européen, le RK Metalurg Skopje et le RK Vardar Skopje (ceux-ci s'étaient rencontrés en Ligue des champions et la Fédération européenne de handball avait dû encadrer le match pour la sécurité), on trouve aussi le club du RK Kometal Gjorče Petrov Skopje, un peu plus modeste.

### Portugal
- Benfica : Sporting Portugal et Benfica Lisbonne

### Russie
- Moscou : CSKA Moscou et MAI Moscou

### Serbie
- Belgrade : RK Étoile rouge de Belgrade et RK Partizan Belgrade

### Slovénie
- Le derby de Styrie : Le derby de Styrie concerne surtout le RK Maribor Branik et RK Celje Pivovarna Laško mais aussi le RK Trimo Trebnje et le RK Jeruzalem Ormož

### Ukraine
- Zaporozhye : ZTR Zaporozhye et le HC Motor Zaporozhye

## Derbys devolleyballcélèbres

### France
- Centre-Ouest : Tours Volley-Ball et Stade Poitevin Volley-Ball
- Côte d'Azur : AS Cannes et Nice Volley-Ball
- Région parisienne : Asnières Volley-Ball 92 et Paris Volley
- Languedoc : Arago de Sète et Montpellier UC

### Tunisie
- Tunis : Espérance sportive de Tunis et Club africain

## Derbys dehockey sur glacecélèbres

### Suisse
- Derby tessinois : HC Lugano et HC Ambri-Piotta
- Derby des Zähringen : Fribourg-Gottéron et CP Berne
- Derby zurichois : Kloten Flyers et ZSC Lions
- Derby bernois : SC Bern et HC Bienne
- Derby du Gotthard : EV Zug et HC Ambri-Piotta
- Derby du Zürisee : ZSC Lions et Rapperswil-Jona Lakers
- Derby romand : Fribourg-Gottéron et Genève Servette HC
- Derby grison : HC Coire et HC Davos
- Derby lémanique : Genève Servette HC et Lausanne HC
- Derby valaisan : HC Sierre-Anniviers et EHC Visp

### France
- Hockey Club Amiens Somme et Rouen hockey élite 76
- Grenoble métropole hockey 38 et Lyon Hockey Club
- Diables rouges de Briançon et Rapaces de Gap

### Amérique du Nord
- Bataille de l'Ontario : Maple Leafs de Toronto et Sénateurs d'Ottawa
- Bataille de la Pennsylvanie : Penguins de Pittsburgh et Flyers de Philadelphie
- Bataille de l'Alberta : Oilers d'Edmonton et Flames de Calgary
- Bataille du Québec : Canadiens de Montréal et Nordiques de Québec
- Bataille de New York : Rangers de New York et Islanders de New York
- Derby floridien : Panthers de la Floride et Lightning de Tampa bay
- Six équipes originales de LNH :
  - Blackhawks de Chicago et Red Wings de Détroit
  - Red Wings de Détroit et Maple Leafs de Toronto
  - Red Wings de Détroit et Canadiens de Montréal
  - Maple Leafs de Toronto et Canadiens de Montréal
  - Canadiens de Montréal et Bruins de Boston
  - Bruins de Boston et Rangers de New York
- Flyers de Philadelphie et les Rangers de New York
- Flyers de Philadelphie et Devils du New Jersey
- Rangers de New York et Devils du New Jersey
- Bruins de Boston et Canadiens de Montréal
- Blues de Saint-Louis et Blackhawks de Chicago
- Avalanche du Colorado/Nordiques de Québec et Red Wings de Détroit